# Otto Roelen
Otto Rœlen né le 22 mars 1897 à Mülheim an der Ruhr, mort le 30 janvier 1993 à Bad Honnef, est un chimiste allemand qui joua un rôle décisif dans la production industrielle d'essence synthétique. Durant la Seconde Guerre mondiale il dirigeait la section chimie de la société Ruhr Chemie. Après la guerre, il a décrit la construction, le fonctionnement et les rendements des usines d'oxosynthèse aux services anglais de renseignement scientifique et industriel. Il a reçu le prix Adolf von Baeyer en 1963.

## Biographie
Otto Rœlen fréquenta le lycée professionnel de Mülheim, où il passa le brevet militaire en 1914. Au terme d'un stage de 6 mois à la mine Friedrich-Wilhelm, il se vit proposer une initiation à la chimie à l’Université technique de Munich en 1915, puis fut versé dans les unités combattantes en juin 1915. Démobilisé en 1918, il put s'inscrire à l’Université de Stuttgart, dont il sortit diplômé ingénieur chimiste en 1922.

### L'Institut des Charbonnages
Au terme d'un second stage dans la sidérurgie, il fut recruté en 1922 par le tout nouvel Institut Kaiser-Wilhelm des Charbonnages (KWI) de Mülheim an der Ruhr, dirigé par Franz Fischer. Comme Fischer n'était encore, à sa nomination à la tête de l'Institut, que professeur surnuméraire à Berlin, ce fut sous la direction de William Küster de Stuttgart que Rœlen dut soutenir sa thèse au mois d'août 1923. Après quelques travaux expérimentaux, le jeune chimiste accepta un poste de chercheur que lui offrait Hans Theodor Bucherer à l'Institut Technique de  Berlin-Charlottenburg ; mais dès l'année suivante il retournait à l'Institut des Charbonnages, où il entreprit la catalyse du procédé Fischer-Tropsch.

### L'industrialisation du procédé Fischer-Tropsch

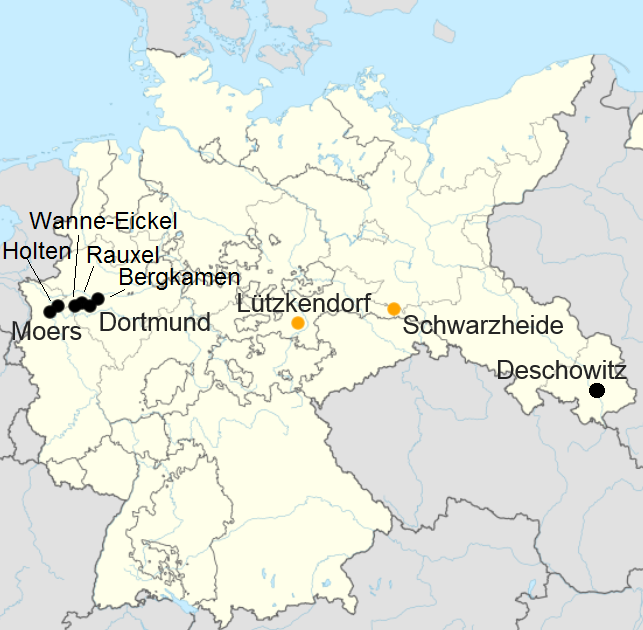
Les usines d'Allemagne exploitant le procédé Fischer-Tropsch.
lignite
houille

Au mois de novembre 1934, Rœlen fut débauché par Ruhrchemie, pour y prendre la direction de leur laboratoire de recherche, et son poste auprès de Fischer fut repris par Helmut Pichler, qui allait plus tard mettre au point un réacteur basse-pression pour le procédé Fischer-Tropsch. Rœlen engagea son nouveau laboratoire vers le développement à échelle industrielle du procédé Fischer-Tropsch et sa promotion dans l'industrie chimique allemande : il s'agissait principalement de développer les techniques de désulfuration du gaz manufacturé, d’améliorer le catalyseur et de trouver un moyen de régénérer le catalyseur pour prolonger sa durée d'utilisation. COmme il n'y avait à ce moment encore aucune usine exploitant le procédé Fischer-Tropsch, le PDG de Ruhrchemie, Friedrich Martin, créa la filiale Ruhrbenzin AG, afin de limiter les risques financiers. Cette entreprise s'était fixée comme objectif de fournir l'Empire allemand en essence synthétique. 
Pour éviter le destin funeste de l'industrie du lignite, trop dépendante des commandes gouvernementales, qui avait mené à la création de la régie BRABAG et à la construction d'usines de liquéfaction exploitant le brevet Bergius-Pier, l'industrie minière rhénane commença dès lors à se doter de réacteurs Fischer-Tropsch.

### La découverte de l'hydroformylation

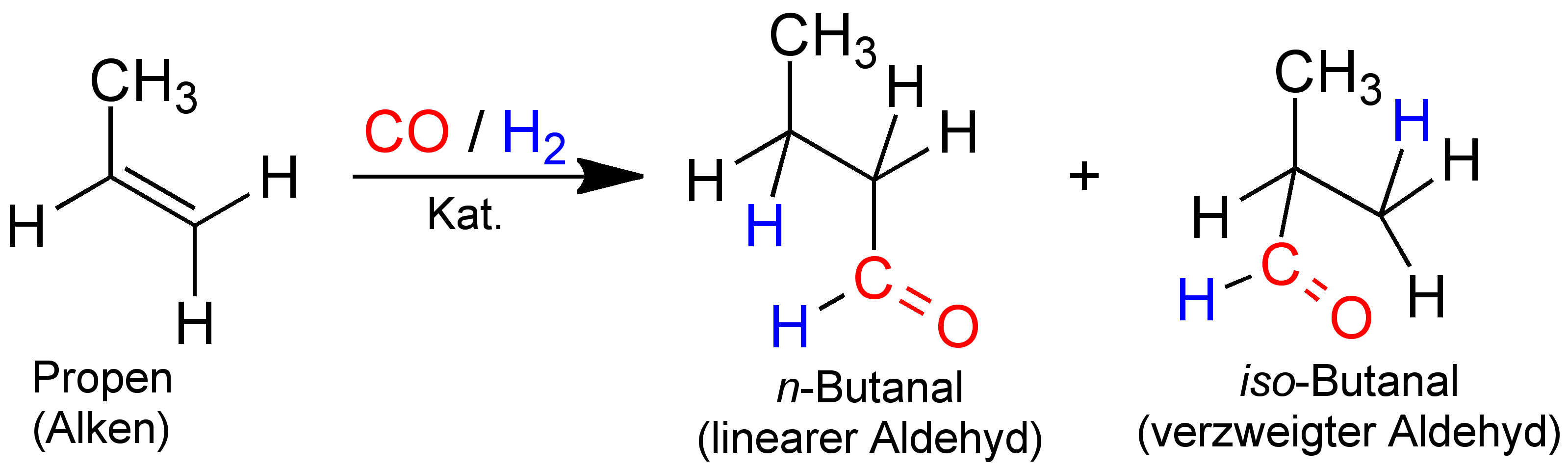
Hydrolyse du propène en deux butanals isomères (aldéhydes aliphatiques).

C'est en étudiant les effets d'un apport continu d’éthylène dans un réacteur Fischer-Tropsch qu’Otto Rœlen découvrit en 1938 l’hydroformylation homogène, une technique de production d’aldéhydes à partir d'un mélange d’alcènes et d'essence synthétique. L'apport d'éthylène provoquait la formation de propanal, réaction que Rœlen identifia à juste titre comme spontanée. La même année, il déposa un brevet pour cette réaction dite « réaction oxo. » 
À partir du mois de juillet 1938, il s'efforça d'optimiser le rendement de la réaction de le sens de la synthèse d’aldéhydes, et déposa en fin d'année un second brevet pour le procédé oxo, où il utilisait l'hydrocarbonyle de cobalt comme catalyseur. Outre l’hydroformylation à base d'éthylène il s'intéressa également à la synthèse des alcools à partir des oléfines produites par le procédé Fischer-Tropsch. Il fit même construire un réacteur chimique en 1940, mais qui ne fut jamais exploité. En 1941, il se tourna vers la méthanisation du monoxyde de carbone.

### L'Après-guerre
Arrêté par les forces alliées, Otto Rœlen fut détenu au mois de novembre 1945 à Wimbledon, et subit plusieurs interrogatoires sur le procédé Fischer-Tropsch et l'hydroformylation. Les rapports tirés de ces interrogatoires ont été conservés par le Field Intelligence Agency Technical (FIAT) et le  British Intelligence Objectives Sub-Committee (BIOS).
Rœlen fut libéré en 1946 mais il ne put reprendre ses recherches qu'à partir de 1949, car dans l'intervalle les autorités d'occupation interdisaient à Ruhrchemie toute activité dans le domaine de l'essence synthétique. Otto Rœlen fut réembauché comme directeur adjoint auprès d'August Hagemann et se consacra à la production de masse du polyéthylène. De 1955 jusqu'à sa retraite, en 1962, il fut directeur de recherche et fondé de pouvoir de Ruhrchemie.